# Język atsina
Język atsina (gros ventre, ahahnelin, ahe, ananin) – praktycznie wymarły język plemienia indiańskiego Atsina, potomków Arapahów. Ostatnia osoba płynnie mówiąca tym językiem zmarła w 1981 roku. Spośród grupy etnicznej Atsinów zaledwie kilka osób zna ten język częściowo.